# Різнобарвні слони
Різнобарвні слони, або різнопольні слони — в шахах, усталена назва для пари слонів різних сторін, що пересуваються по полях різного кольору. Білий чорнопольний слон і чорний білопольний слон, так само як і білий білопольний і чорний чорнопольний, — різнобарвні слони. Формально визначення «різнопольні слони» більш точне, але на практиці використовуються обидва варіанти з переважанням першого.

На початку шахової партії на дошці знаходяться дві пари різнобарвних слонів. Говорячи про позицію з різнобарвними слонами, йдеться про те, що однієї пари різнобарвних слонів на дошці вже немає — тобто, що ця пара була розміняна раніше. Різнопольні слони є важливим елементом шахової стратегії, оскільки їх наявність підказує суперникам вигідні плани гри.

## Міттельшпіль
|   | a | b | c | d | e | f | g | h |   |
| 8 | d8 чорна тура · e8 чорний ферзь · f8 чорна тура · h8 чорний король · a7 чорний пішак · b7 чорний пішак · c7 чорний пішак · e7 чорний слон · g7 чорний пішак · h7 чорний пішак · d5 білий слон · b4 білий пішак · d4 чорний пішак · e4 білий пішак · g4 білий пішак · a3 білий пішак · g3 білий пішак · e2 білий ферзь · f2 білий пішак · g2 білий король · d1 біла тура · f1 біла тура | d8 чорна тура · e8 чорний ферзь · f8 чорна тура · h8 чорний король · a7 чорний пішак · b7 чорний пішак · c7 чорний пішак · e7 чорний слон · g7 чорний пішак · h7 чорний пішак · d5 білий слон · b4 білий пішак · d4 чорний пішак · e4 білий пішак · g4 білий пішак · a3 білий пішак · g3 білий пішак · e2 білий ферзь · f2 білий пішак · g2 білий король · d1 біла тура · f1 біла тура | d8 чорна тура · e8 чорний ферзь · f8 чорна тура · h8 чорний король · a7 чорний пішак · b7 чорний пішак · c7 чорний пішак · e7 чорний слон · g7 чорний пішак · h7 чорний пішак · d5 білий слон · b4 білий пішак · d4 чорний пішак · e4 білий пішак · g4 білий пішак · a3 білий пішак · g3 білий пішак · e2 білий ферзь · f2 білий пішак · g2 білий король · d1 біла тура · f1 біла тура | d8 чорна тура · e8 чорний ферзь · f8 чорна тура · h8 чорний король · a7 чорний пішак · b7 чорний пішак · c7 чорний пішак · e7 чорний слон · g7 чорний пішак · h7 чорний пішак · d5 білий слон · b4 білий пішак · d4 чорний пішак · e4 білий пішак · g4 білий пішак · a3 білий пішак · g3 білий пішак · e2 білий ферзь · f2 білий пішак · g2 білий король · d1 біла тура · f1 біла тура | d8 чорна тура · e8 чорний ферзь · f8 чорна тура · h8 чорний король · a7 чорний пішак · b7 чорний пішак · c7 чорний пішак · e7 чорний слон · g7 чорний пішак · h7 чорний пішак · d5 білий слон · b4 білий пішак · d4 чорний пішак · e4 білий пішак · g4 білий пішак · a3 білий пішак · g3 білий пішак · e2 білий ферзь · f2 білий пішак · g2 білий король · d1 біла тура · f1 біла тура | d8 чорна тура · e8 чорний ферзь · f8 чорна тура · h8 чорний король · a7 чорний пішак · b7 чорний пішак · c7 чорний пішак · e7 чорний слон · g7 чорний пішак · h7 чорний пішак · d5 білий слон · b4 білий пішак · d4 чорний пішак · e4 білий пішак · g4 білий пішак · a3 білий пішак · g3 білий пішак · e2 білий ферзь · f2 білий пішак · g2 білий король · d1 біла тура · f1 біла тура | d8 чорна тура · e8 чорний ферзь · f8 чорна тура · h8 чорний король · a7 чорний пішак · b7 чорний пішак · c7 чорний пішак · e7 чорний слон · g7 чорний пішак · h7 чорний пішак · d5 білий слон · b4 білий пішак · d4 чорний пішак · e4 білий пішак · g4 білий пішак · a3 білий пішак · g3 білий пішак · e2 білий ферзь · f2 білий пішак · g2 білий король · d1 біла тура · f1 біла тура | d8 чорна тура · e8 чорний ферзь · f8 чорна тура · h8 чорний король · a7 чорний пішак · b7 чорний пішак · c7 чорний пішак · e7 чорний слон · g7 чорний пішак · h7 чорний пішак · d5 білий слон · b4 білий пішак · d4 чорний пішак · e4 білий пішак · g4 білий пішак · a3 білий пішак · g3 білий пішак · e2 білий ферзь · f2 білий пішак · g2 білий король · d1 біла тура · f1 біла тура | 8 |
| 7 | d8 чорна тура · e8 чорний ферзь · f8 чорна тура · h8 чорний король · a7 чорний пішак · b7 чорний пішак · c7 чорний пішак · e7 чорний слон · g7 чорний пішак · h7 чорний пішак · d5 білий слон · b4 білий пішак · d4 чорний пішак · e4 білий пішак · g4 білий пішак · a3 білий пішак · g3 білий пішак · e2 білий ферзь · f2 білий пішак · g2 білий король · d1 біла тура · f1 біла тура | d8 чорна тура · e8 чорний ферзь · f8 чорна тура · h8 чорний король · a7 чорний пішак · b7 чорний пішак · c7 чорний пішак · e7 чорний слон · g7 чорний пішак · h7 чорний пішак · d5 білий слон · b4 білий пішак · d4 чорний пішак · e4 білий пішак · g4 білий пішак · a3 білий пішак · g3 білий пішак · e2 білий ферзь · f2 білий пішак · g2 білий король · d1 біла тура · f1 біла тура | d8 чорна тура · e8 чорний ферзь · f8 чорна тура · h8 чорний король · a7 чорний пішак · b7 чорний пішак · c7 чорний пішак · e7 чорний слон · g7 чорний пішак · h7 чорний пішак · d5 білий слон · b4 білий пішак · d4 чорний пішак · e4 білий пішак · g4 білий пішак · a3 білий пішак · g3 білий пішак · e2 білий ферзь · f2 білий пішак · g2 білий король · d1 біла тура · f1 біла тура | d8 чорна тура · e8 чорний ферзь · f8 чорна тура · h8 чорний король · a7 чорний пішак · b7 чорний пішак · c7 чорний пішак · e7 чорний слон · g7 чорний пішак · h7 чорний пішак · d5 білий слон · b4 білий пішак · d4 чорний пішак · e4 білий пішак · g4 білий пішак · a3 білий пішак · g3 білий пішак · e2 білий ферзь · f2 білий пішак · g2 білий король · d1 біла тура · f1 біла тура | d8 чорна тура · e8 чорний ферзь · f8 чорна тура · h8 чорний король · a7 чорний пішак · b7 чорний пішак · c7 чорний пішак · e7 чорний слон · g7 чорний пішак · h7 чорний пішак · d5 білий слон · b4 білий пішак · d4 чорний пішак · e4 білий пішак · g4 білий пішак · a3 білий пішак · g3 білий пішак · e2 білий ферзь · f2 білий пішак · g2 білий король · d1 біла тура · f1 біла тура | d8 чорна тура · e8 чорний ферзь · f8 чорна тура · h8 чорний король · a7 чорний пішак · b7 чорний пішак · c7 чорний пішак · e7 чорний слон · g7 чорний пішак · h7 чорний пішак · d5 білий слон · b4 білий пішак · d4 чорний пішак · e4 білий пішак · g4 білий пішак · a3 білий пішак · g3 білий пішак · e2 білий ферзь · f2 білий пішак · g2 білий король · d1 біла тура · f1 біла тура | d8 чорна тура · e8 чорний ферзь · f8 чорна тура · h8 чорний король · a7 чорний пішак · b7 чорний пішак · c7 чорний пішак · e7 чорний слон · g7 чорний пішак · h7 чорний пішак · d5 білий слон · b4 білий пішак · d4 чорний пішак · e4 білий пішак · g4 білий пішак · a3 білий пішак · g3 білий пішак · e2 білий ферзь · f2 білий пішак · g2 білий король · d1 біла тура · f1 біла тура | d8 чорна тура · e8 чорний ферзь · f8 чорна тура · h8 чорний король · a7 чорний пішак · b7 чорний пішак · c7 чорний пішак · e7 чорний слон · g7 чорний пішак · h7 чорний пішак · d5 білий слон · b4 білий пішак · d4 чорний пішак · e4 білий пішак · g4 білий пішак · a3 білий пішак · g3 білий пішак · e2 білий ферзь · f2 білий пішак · g2 білий король · d1 біла тура · f1 біла тура | 7 |
| 6 | d8 чорна тура · e8 чорний ферзь · f8 чорна тура · h8 чорний король · a7 чорний пішак · b7 чорний пішак · c7 чорний пішак · e7 чорний слон · g7 чорний пішак · h7 чорний пішак · d5 білий слон · b4 білий пішак · d4 чорний пішак · e4 білий пішак · g4 білий пішак · a3 білий пішак · g3 білий пішак · e2 білий ферзь · f2 білий пішак · g2 білий король · d1 біла тура · f1 біла тура | d8 чорна тура · e8 чорний ферзь · f8 чорна тура · h8 чорний король · a7 чорний пішак · b7 чорний пішак · c7 чорний пішак · e7 чорний слон · g7 чорний пішак · h7 чорний пішак · d5 білий слон · b4 білий пішак · d4 чорний пішак · e4 білий пішак · g4 білий пішак · a3 білий пішак · g3 білий пішак · e2 білий ферзь · f2 білий пішак · g2 білий король · d1 біла тура · f1 біла тура | d8 чорна тура · e8 чорний ферзь · f8 чорна тура · h8 чорний король · a7 чорний пішак · b7 чорний пішак · c7 чорний пішак · e7 чорний слон · g7 чорний пішак · h7 чорний пішак · d5 білий слон · b4 білий пішак · d4 чорний пішак · e4 білий пішак · g4 білий пішак · a3 білий пішак · g3 білий пішак · e2 білий ферзь · f2 білий пішак · g2 білий король · d1 біла тура · f1 біла тура | d8 чорна тура · e8 чорний ферзь · f8 чорна тура · h8 чорний король · a7 чорний пішак · b7 чорний пішак · c7 чорний пішак · e7 чорний слон · g7 чорний пішак · h7 чорний пішак · d5 білий слон · b4 білий пішак · d4 чорний пішак · e4 білий пішак · g4 білий пішак · a3 білий пішак · g3 білий пішак · e2 білий ферзь · f2 білий пішак · g2 білий король · d1 біла тура · f1 біла тура | d8 чорна тура · e8 чорний ферзь · f8 чорна тура · h8 чорний король · a7 чорний пішак · b7 чорний пішак · c7 чорний пішак · e7 чорний слон · g7 чорний пішак · h7 чорний пішак · d5 білий слон · b4 білий пішак · d4 чорний пішак · e4 білий пішак · g4 білий пішак · a3 білий пішак · g3 білий пішак · e2 білий ферзь · f2 білий пішак · g2 білий король · d1 біла тура · f1 біла тура | d8 чорна тура · e8 чорний ферзь · f8 чорна тура · h8 чорний король · a7 чорний пішак · b7 чорний пішак · c7 чорний пішак · e7 чорний слон · g7 чорний пішак · h7 чорний пішак · d5 білий слон · b4 білий пішак · d4 чорний пішак · e4 білий пішак · g4 білий пішак · a3 білий пішак · g3 білий пішак · e2 білий ферзь · f2 білий пішак · g2 білий король · d1 біла тура · f1 біла тура | d8 чорна тура · e8 чорний ферзь · f8 чорна тура · h8 чорний король · a7 чорний пішак · b7 чорний пішак · c7 чорний пішак · e7 чорний слон · g7 чорний пішак · h7 чорний пішак · d5 білий слон · b4 білий пішак · d4 чорний пішак · e4 білий пішак · g4 білий пішак · a3 білий пішак · g3 білий пішак · e2 білий ферзь · f2 білий пішак · g2 білий король · d1 біла тура · f1 біла тура | d8 чорна тура · e8 чорний ферзь · f8 чорна тура · h8 чорний король · a7 чорний пішак · b7 чорний пішак · c7 чорний пішак · e7 чорний слон · g7 чорний пішак · h7 чорний пішак · d5 білий слон · b4 білий пішак · d4 чорний пішак · e4 білий пішак · g4 білий пішак · a3 білий пішак · g3 білий пішак · e2 білий ферзь · f2 білий пішак · g2 білий король · d1 біла тура · f1 біла тура | 6 |
| 5 | d8 чорна тура · e8 чорний ферзь · f8 чорна тура · h8 чорний король · a7 чорний пішак · b7 чорний пішак · c7 чорний пішак · e7 чорний слон · g7 чорний пішак · h7 чорний пішак · d5 білий слон · b4 білий пішак · d4 чорний пішак · e4 білий пішак · g4 білий пішак · a3 білий пішак · g3 білий пішак · e2 білий ферзь · f2 білий пішак · g2 білий король · d1 біла тура · f1 біла тура | d8 чорна тура · e8 чорний ферзь · f8 чорна тура · h8 чорний король · a7 чорний пішак · b7 чорний пішак · c7 чорний пішак · e7 чорний слон · g7 чорний пішак · h7 чорний пішак · d5 білий слон · b4 білий пішак · d4 чорний пішак · e4 білий пішак · g4 білий пішак · a3 білий пішак · g3 білий пішак · e2 білий ферзь · f2 білий пішак · g2 білий король · d1 біла тура · f1 біла тура | d8 чорна тура · e8 чорний ферзь · f8 чорна тура · h8 чорний король · a7 чорний пішак · b7 чорний пішак · c7 чорний пішак · e7 чорний слон · g7 чорний пішак · h7 чорний пішак · d5 білий слон · b4 білий пішак · d4 чорний пішак · e4 білий пішак · g4 білий пішак · a3 білий пішак · g3 білий пішак · e2 білий ферзь · f2 білий пішак · g2 білий король · d1 біла тура · f1 біла тура | d8 чорна тура · e8 чорний ферзь · f8 чорна тура · h8 чорний король · a7 чорний пішак · b7 чорний пішак · c7 чорний пішак · e7 чорний слон · g7 чорний пішак · h7 чорний пішак · d5 білий слон · b4 білий пішак · d4 чорний пішак · e4 білий пішак · g4 білий пішак · a3 білий пішак · g3 білий пішак · e2 білий ферзь · f2 білий пішак · g2 білий король · d1 біла тура · f1 біла тура | d8 чорна тура · e8 чорний ферзь · f8 чорна тура · h8 чорний король · a7 чорний пішак · b7 чорний пішак · c7 чорний пішак · e7 чорний слон · g7 чорний пішак · h7 чорний пішак · d5 білий слон · b4 білий пішак · d4 чорний пішак · e4 білий пішак · g4 білий пішак · a3 білий пішак · g3 білий пішак · e2 білий ферзь · f2 білий пішак · g2 білий король · d1 біла тура · f1 біла тура | d8 чорна тура · e8 чорний ферзь · f8 чорна тура · h8 чорний король · a7 чорний пішак · b7 чорний пішак · c7 чорний пішак · e7 чорний слон · g7 чорний пішак · h7 чорний пішак · d5 білий слон · b4 білий пішак · d4 чорний пішак · e4 білий пішак · g4 білий пішак · a3 білий пішак · g3 білий пішак · e2 білий ферзь · f2 білий пішак · g2 білий король · d1 біла тура · f1 біла тура | d8 чорна тура · e8 чорний ферзь · f8 чорна тура · h8 чорний король · a7 чорний пішак · b7 чорний пішак · c7 чорний пішак · e7 чорний слон · g7 чорний пішак · h7 чорний пішак · d5 білий слон · b4 білий пішак · d4 чорний пішак · e4 білий пішак · g4 білий пішак · a3 білий пішак · g3 білий пішак · e2 білий ферзь · f2 білий пішак · g2 білий король · d1 біла тура · f1 біла тура | d8 чорна тура · e8 чорний ферзь · f8 чорна тура · h8 чорний король · a7 чорний пішак · b7 чорний пішак · c7 чорний пішак · e7 чорний слон · g7 чорний пішак · h7 чорний пішак · d5 білий слон · b4 білий пішак · d4 чорний пішак · e4 білий пішак · g4 білий пішак · a3 білий пішак · g3 білий пішак · e2 білий ферзь · f2 білий пішак · g2 білий король · d1 біла тура · f1 біла тура | 5 |
| 4 | d8 чорна тура · e8 чорний ферзь · f8 чорна тура · h8 чорний король · a7 чорний пішак · b7 чорний пішак · c7 чорний пішак · e7 чорний слон · g7 чорний пішак · h7 чорний пішак · d5 білий слон · b4 білий пішак · d4 чорний пішак · e4 білий пішак · g4 білий пішак · a3 білий пішак · g3 білий пішак · e2 білий ферзь · f2 білий пішак · g2 білий король · d1 біла тура · f1 біла тура | d8 чорна тура · e8 чорний ферзь · f8 чорна тура · h8 чорний король · a7 чорний пішак · b7 чорний пішак · c7 чорний пішак · e7 чорний слон · g7 чорний пішак · h7 чорний пішак · d5 білий слон · b4 білий пішак · d4 чорний пішак · e4 білий пішак · g4 білий пішак · a3 білий пішак · g3 білий пішак · e2 білий ферзь · f2 білий пішак · g2 білий король · d1 біла тура · f1 біла тура | d8 чорна тура · e8 чорний ферзь · f8 чорна тура · h8 чорний король · a7 чорний пішак · b7 чорний пішак · c7 чорний пішак · e7 чорний слон · g7 чорний пішак · h7 чорний пішак · d5 білий слон · b4 білий пішак · d4 чорний пішак · e4 білий пішак · g4 білий пішак · a3 білий пішак · g3 білий пішак · e2 білий ферзь · f2 білий пішак · g2 білий король · d1 біла тура · f1 біла тура | d8 чорна тура · e8 чорний ферзь · f8 чорна тура · h8 чорний король · a7 чорний пішак · b7 чорний пішак · c7 чорний пішак · e7 чорний слон · g7 чорний пішак · h7 чорний пішак · d5 білий слон · b4 білий пішак · d4 чорний пішак · e4 білий пішак · g4 білий пішак · a3 білий пішак · g3 білий пішак · e2 білий ферзь · f2 білий пішак · g2 білий король · d1 біла тура · f1 біла тура | d8 чорна тура · e8 чорний ферзь · f8 чорна тура · h8 чорний король · a7 чорний пішак · b7 чорний пішак · c7 чорний пішак · e7 чорний слон · g7 чорний пішак · h7 чорний пішак · d5 білий слон · b4 білий пішак · d4 чорний пішак · e4 білий пішак · g4 білий пішак · a3 білий пішак · g3 білий пішак · e2 білий ферзь · f2 білий пішак · g2 білий король · d1 біла тура · f1 біла тура | d8 чорна тура · e8 чорний ферзь · f8 чорна тура · h8 чорний король · a7 чорний пішак · b7 чорний пішак · c7 чорний пішак · e7 чорний слон · g7 чорний пішак · h7 чорний пішак · d5 білий слон · b4 білий пішак · d4 чорний пішак · e4 білий пішак · g4 білий пішак · a3 білий пішак · g3 білий пішак · e2 білий ферзь · f2 білий пішак · g2 білий король · d1 біла тура · f1 біла тура | d8 чорна тура · e8 чорний ферзь · f8 чорна тура · h8 чорний король · a7 чорний пішак · b7 чорний пішак · c7 чорний пішак · e7 чорний слон · g7 чорний пішак · h7 чорний пішак · d5 білий слон · b4 білий пішак · d4 чорний пішак · e4 білий пішак · g4 білий пішак · a3 білий пішак · g3 білий пішак · e2 білий ферзь · f2 білий пішак · g2 білий король · d1 біла тура · f1 біла тура | d8 чорна тура · e8 чорний ферзь · f8 чорна тура · h8 чорний король · a7 чорний пішак · b7 чорний пішак · c7 чорний пішак · e7 чорний слон · g7 чорний пішак · h7 чорний пішак · d5 білий слон · b4 білий пішак · d4 чорний пішак · e4 білий пішак · g4 білий пішак · a3 білий пішак · g3 білий пішак · e2 білий ферзь · f2 білий пішак · g2 білий король · d1 біла тура · f1 біла тура | 4 |
| 3 | d8 чорна тура · e8 чорний ферзь · f8 чорна тура · h8 чорний король · a7 чорний пішак · b7 чорний пішак · c7 чорний пішак · e7 чорний слон · g7 чорний пішак · h7 чорний пішак · d5 білий слон · b4 білий пішак · d4 чорний пішак · e4 білий пішак · g4 білий пішак · a3 білий пішак · g3 білий пішак · e2 білий ферзь · f2 білий пішак · g2 білий король · d1 біла тура · f1 біла тура | d8 чорна тура · e8 чорний ферзь · f8 чорна тура · h8 чорний король · a7 чорний пішак · b7 чорний пішак · c7 чорний пішак · e7 чорний слон · g7 чорний пішак · h7 чорний пішак · d5 білий слон · b4 білий пішак · d4 чорний пішак · e4 білий пішак · g4 білий пішак · a3 білий пішак · g3 білий пішак · e2 білий ферзь · f2 білий пішак · g2 білий король · d1 біла тура · f1 біла тура | d8 чорна тура · e8 чорний ферзь · f8 чорна тура · h8 чорний король · a7 чорний пішак · b7 чорний пішак · c7 чорний пішак · e7 чорний слон · g7 чорний пішак · h7 чорний пішак · d5 білий слон · b4 білий пішак · d4 чорний пішак · e4 білий пішак · g4 білий пішак · a3 білий пішак · g3 білий пішак · e2 білий ферзь · f2 білий пішак · g2 білий король · d1 біла тура · f1 біла тура | d8 чорна тура · e8 чорний ферзь · f8 чорна тура · h8 чорний король · a7 чорний пішак · b7 чорний пішак · c7 чорний пішак · e7 чорний слон · g7 чорний пішак · h7 чорний пішак · d5 білий слон · b4 білий пішак · d4 чорний пішак · e4 білий пішак · g4 білий пішак · a3 білий пішак · g3 білий пішак · e2 білий ферзь · f2 білий пішак · g2 білий король · d1 біла тура · f1 біла тура | d8 чорна тура · e8 чорний ферзь · f8 чорна тура · h8 чорний король · a7 чорний пішак · b7 чорний пішак · c7 чорний пішак · e7 чорний слон · g7 чорний пішак · h7 чорний пішак · d5 білий слон · b4 білий пішак · d4 чорний пішак · e4 білий пішак · g4 білий пішак · a3 білий пішак · g3 білий пішак · e2 білий ферзь · f2 білий пішак · g2 білий король · d1 біла тура · f1 біла тура | d8 чорна тура · e8 чорний ферзь · f8 чорна тура · h8 чорний король · a7 чорний пішак · b7 чорний пішак · c7 чорний пішак · e7 чорний слон · g7 чорний пішак · h7 чорний пішак · d5 білий слон · b4 білий пішак · d4 чорний пішак · e4 білий пішак · g4 білий пішак · a3 білий пішак · g3 білий пішак · e2 білий ферзь · f2 білий пішак · g2 білий король · d1 біла тура · f1 біла тура | d8 чорна тура · e8 чорний ферзь · f8 чорна тура · h8 чорний король · a7 чорний пішак · b7 чорний пішак · c7 чорний пішак · e7 чорний слон · g7 чорний пішак · h7 чорний пішак · d5 білий слон · b4 білий пішак · d4 чорний пішак · e4 білий пішак · g4 білий пішак · a3 білий пішак · g3 білий пішак · e2 білий ферзь · f2 білий пішак · g2 білий король · d1 біла тура · f1 біла тура | d8 чорна тура · e8 чорний ферзь · f8 чорна тура · h8 чорний король · a7 чорний пішак · b7 чорний пішак · c7 чорний пішак · e7 чорний слон · g7 чорний пішак · h7 чорний пішак · d5 білий слон · b4 білий пішак · d4 чорний пішак · e4 білий пішак · g4 білий пішак · a3 білий пішак · g3 білий пішак · e2 білий ферзь · f2 білий пішак · g2 білий король · d1 біла тура · f1 біла тура | 3 |
| 2 | d8 чорна тура · e8 чорний ферзь · f8 чорна тура · h8 чорний король · a7 чорний пішак · b7 чорний пішак · c7 чорний пішак · e7 чорний слон · g7 чорний пішак · h7 чорний пішак · d5 білий слон · b4 білий пішак · d4 чорний пішак · e4 білий пішак · g4 білий пішак · a3 білий пішак · g3 білий пішак · e2 білий ферзь · f2 білий пішак · g2 білий король · d1 біла тура · f1 біла тура | d8 чорна тура · e8 чорний ферзь · f8 чорна тура · h8 чорний король · a7 чорний пішак · b7 чорний пішак · c7 чорний пішак · e7 чорний слон · g7 чорний пішак · h7 чорний пішак · d5 білий слон · b4 білий пішак · d4 чорний пішак · e4 білий пішак · g4 білий пішак · a3 білий пішак · g3 білий пішак · e2 білий ферзь · f2 білий пішак · g2 білий король · d1 біла тура · f1 біла тура | d8 чорна тура · e8 чорний ферзь · f8 чорна тура · h8 чорний король · a7 чорний пішак · b7 чорний пішак · c7 чорний пішак · e7 чорний слон · g7 чорний пішак · h7 чорний пішак · d5 білий слон · b4 білий пішак · d4 чорний пішак · e4 білий пішак · g4 білий пішак · a3 білий пішак · g3 білий пішак · e2 білий ферзь · f2 білий пішак · g2 білий король · d1 біла тура · f1 біла тура | d8 чорна тура · e8 чорний ферзь · f8 чорна тура · h8 чорний король · a7 чорний пішак · b7 чорний пішак · c7 чорний пішак · e7 чорний слон · g7 чорний пішак · h7 чорний пішак · d5 білий слон · b4 білий пішак · d4 чорний пішак · e4 білий пішак · g4 білий пішак · a3 білий пішак · g3 білий пішак · e2 білий ферзь · f2 білий пішак · g2 білий король · d1 біла тура · f1 біла тура | d8 чорна тура · e8 чорний ферзь · f8 чорна тура · h8 чорний король · a7 чорний пішак · b7 чорний пішак · c7 чорний пішак · e7 чорний слон · g7 чорний пішак · h7 чорний пішак · d5 білий слон · b4 білий пішак · d4 чорний пішак · e4 білий пішак · g4 білий пішак · a3 білий пішак · g3 білий пішак · e2 білий ферзь · f2 білий пішак · g2 білий король · d1 біла тура · f1 біла тура | d8 чорна тура · e8 чорний ферзь · f8 чорна тура · h8 чорний король · a7 чорний пішак · b7 чорний пішак · c7 чорний пішак · e7 чорний слон · g7 чорний пішак · h7 чорний пішак · d5 білий слон · b4 білий пішак · d4 чорний пішак · e4 білий пішак · g4 білий пішак · a3 білий пішак · g3 білий пішак · e2 білий ферзь · f2 білий пішак · g2 білий король · d1 біла тура · f1 біла тура | d8 чорна тура · e8 чорний ферзь · f8 чорна тура · h8 чорний король · a7 чорний пішак · b7 чорний пішак · c7 чорний пішак · e7 чорний слон · g7 чорний пішак · h7 чорний пішак · d5 білий слон · b4 білий пішак · d4 чорний пішак · e4 білий пішак · g4 білий пішак · a3 білий пішак · g3 білий пішак · e2 білий ферзь · f2 білий пішак · g2 білий король · d1 біла тура · f1 біла тура | d8 чорна тура · e8 чорний ферзь · f8 чорна тура · h8 чорний король · a7 чорний пішак · b7 чорний пішак · c7 чорний пішак · e7 чорний слон · g7 чорний пішак · h7 чорний пішак · d5 білий слон · b4 білий пішак · d4 чорний пішак · e4 білий пішак · g4 білий пішак · a3 білий пішак · g3 білий пішак · e2 білий ферзь · f2 білий пішак · g2 білий король · d1 біла тура · f1 біла тура | 2 |
| 1 | d8 чорна тура · e8 чорний ферзь · f8 чорна тура · h8 чорний король · a7 чорний пішак · b7 чорний пішак · c7 чорний пішак · e7 чорний слон · g7 чорний пішак · h7 чорний пішак · d5 білий слон · b4 білий пішак · d4 чорний пішак · e4 білий пішак · g4 білий пішак · a3 білий пішак · g3 білий пішак · e2 білий ферзь · f2 білий пішак · g2 білий король · d1 біла тура · f1 біла тура | d8 чорна тура · e8 чорний ферзь · f8 чорна тура · h8 чорний король · a7 чорний пішак · b7 чорний пішак · c7 чорний пішак · e7 чорний слон · g7 чорний пішак · h7 чорний пішак · d5 білий слон · b4 білий пішак · d4 чорний пішак · e4 білий пішак · g4 білий пішак · a3 білий пішак · g3 білий пішак · e2 білий ферзь · f2 білий пішак · g2 білий король · d1 біла тура · f1 біла тура | d8 чорна тура · e8 чорний ферзь · f8 чорна тура · h8 чорний король · a7 чорний пішак · b7 чорний пішак · c7 чорний пішак · e7 чорний слон · g7 чорний пішак · h7 чорний пішак · d5 білий слон · b4 білий пішак · d4 чорний пішак · e4 білий пішак · g4 білий пішак · a3 білий пішак · g3 білий пішак · e2 білий ферзь · f2 білий пішак · g2 білий король · d1 біла тура · f1 біла тура | d8 чорна тура · e8 чорний ферзь · f8 чорна тура · h8 чорний король · a7 чорний пішак · b7 чорний пішак · c7 чорний пішак · e7 чорний слон · g7 чорний пішак · h7 чорний пішак · d5 білий слон · b4 білий пішак · d4 чорний пішак · e4 білий пішак · g4 білий пішак · a3 білий пішак · g3 білий пішак · e2 білий ферзь · f2 білий пішак · g2 білий король · d1 біла тура · f1 біла тура | d8 чорна тура · e8 чорний ферзь · f8 чорна тура · h8 чорний король · a7 чорний пішак · b7 чорний пішак · c7 чорний пішак · e7 чорний слон · g7 чорний пішак · h7 чорний пішак · d5 білий слон · b4 білий пішак · d4 чорний пішак · e4 білий пішак · g4 білий пішак · a3 білий пішак · g3 білий пішак · e2 білий ферзь · f2 білий пішак · g2 білий король · d1 біла тура · f1 біла тура | d8 чорна тура · e8 чорний ферзь · f8 чорна тура · h8 чорний король · a7 чорний пішак · b7 чорний пішак · c7 чорний пішак · e7 чорний слон · g7 чорний пішак · h7 чорний пішак · d5 білий слон · b4 білий пішак · d4 чорний пішак · e4 білий пішак · g4 білий пішак · a3 білий пішак · g3 білий пішак · e2 білий ферзь · f2 білий пішак · g2 білий король · d1 біла тура · f1 біла тура | d8 чорна тура · e8 чорний ферзь · f8 чорна тура · h8 чорний король · a7 чорний пішак · b7 чорний пішак · c7 чорний пішак · e7 чорний слон · g7 чорний пішак · h7 чорний пішак · d5 білий слон · b4 білий пішак · d4 чорний пішак · e4 білий пішак · g4 білий пішак · a3 білий пішак · g3 білий пішак · e2 білий ферзь · f2 білий пішак · g2 білий король · d1 біла тура · f1 біла тура | d8 чорна тура · e8 чорний ферзь · f8 чорна тура · h8 чорний король · a7 чорний пішак · b7 чорний пішак · c7 чорний пішак · e7 чорний слон · g7 чорний пішак · h7 чорний пішак · d5 білий слон · b4 білий пішак · d4 чорний пішак · e4 білий пішак · g4 білий пішак · a3 білий пішак · g3 білий пішак · e2 білий ферзь · f2 білий пішак · g2 білий король · d1 біла тура · f1 біла тура | 1 |
|   | a | b | c | d | e | f | g | h |   |

Описані нижче особливості різнобарвних слонів в міттельшпілі не універсальні, оскільки застосовні в основному до відкритих позицій. Якщо позиція закрита, тобто на дошці присутні довгі пішакові ланцюги, взаємно блоковані, то можливості далекобійних фігур, до яких відносяться слони, істотно обмежені, і в хід вступають інші чинники, що впливають на оцінку позиції.
Стороні, яка має позиційну перевагу, в позиції з різнобарвними слонами зазвичай рекомендується починати атаку на короля. Це пов'язано з тим, що атакуюча сторона має слона, атакуючого поля, недоступні слону суперника — таким чином, потенціал атаки більше потенціалу захисту, і в атаки більше шансів завершитися успішно. Шанси на успіх атаки підвищуються, якщо у сторони, яка захищається, присутні слабкі поля, які слон атакуючої сторони може атакувати.
У партії Ботвинник — Таль у білих рухливий центр і перевага в просторі. На дошці різнобарвні слони. Ботвинник планує атаку на короля. Він переводить слона на діагональ b1-h7, насуває пішаки в центрі та починає загрожувати руйнуванням позиції короля:

35. Сc4! с5 36. b5 Сf6 37. f4 d3 38. Л:d3 Л:d3 39. С:d3. Слон встав на потрібну діагональ.

39... Сd4 40. е5 g6 41. Лh1 Kpg7 42. Фe4 b6 43. Сc4. Чорні здалися: загрожує шах на b7, а якщо 43...Фe7, то 44. g5 (з ідеєю 45. Фc6 і 46. Фf6+!) 44...Лc8 45. f5 (починається безпосередня атака на короля) gf 46. Л:h7+! Кр:h7 47. Фh4+ и 48. Фh6×.

## Ендшпіль з різнобарвними слонами
У разі присутності інших фігур говорять про турово-слонові, слоново-коневі та ферзево-слонові ендшпілі, і, якщо слони різнопольні, то завжди існує ймовірність розміну «зайвих» фігур і переходу в чистий ендшпіль з різнобарвними слонами, що часом є сильною позиційною ідеєю, яка дозволяє уникнути поразки.
Закінчення в яких залишилися різнокольорові слони з пішаками, часто закінчуються у нічию.
ПРИКЛАДИ
|   | a | b | c | d | e | f | g | h |   |
| 8 | b7 білий слон · d6 чорний слон · f4 чорний пішак · e3 чорний король · g3 чорний пішак · h2 чорний пішак · h1 білий король | b7 білий слон · d6 чорний слон · f4 чорний пішак · e3 чорний король · g3 чорний пішак · h2 чорний пішак · h1 білий король | b7 білий слон · d6 чорний слон · f4 чорний пішак · e3 чорний король · g3 чорний пішак · h2 чорний пішак · h1 білий король | b7 білий слон · d6 чорний слон · f4 чорний пішак · e3 чорний король · g3 чорний пішак · h2 чорний пішак · h1 білий король | b7 білий слон · d6 чорний слон · f4 чорний пішак · e3 чорний король · g3 чорний пішак · h2 чорний пішак · h1 білий король | b7 білий слон · d6 чорний слон · f4 чорний пішак · e3 чорний король · g3 чорний пішак · h2 чорний пішак · h1 білий король | b7 білий слон · d6 чорний слон · f4 чорний пішак · e3 чорний король · g3 чорний пішак · h2 чорний пішак · h1 білий король | b7 білий слон · d6 чорний слон · f4 чорний пішак · e3 чорний король · g3 чорний пішак · h2 чорний пішак · h1 білий король | 8 |
| 7 | b7 білий слон · d6 чорний слон · f4 чорний пішак · e3 чорний король · g3 чорний пішак · h2 чорний пішак · h1 білий король | b7 білий слон · d6 чорний слон · f4 чорний пішак · e3 чорний король · g3 чорний пішак · h2 чорний пішак · h1 білий король | b7 білий слон · d6 чорний слон · f4 чорний пішак · e3 чорний король · g3 чорний пішак · h2 чорний пішак · h1 білий король | b7 білий слон · d6 чорний слон · f4 чорний пішак · e3 чорний король · g3 чорний пішак · h2 чорний пішак · h1 білий король | b7 білий слон · d6 чорний слон · f4 чорний пішак · e3 чорний король · g3 чорний пішак · h2 чорний пішак · h1 білий король | b7 білий слон · d6 чорний слон · f4 чорний пішак · e3 чорний король · g3 чорний пішак · h2 чорний пішак · h1 білий король | b7 білий слон · d6 чорний слон · f4 чорний пішак · e3 чорний король · g3 чорний пішак · h2 чорний пішак · h1 білий король | b7 білий слон · d6 чорний слон · f4 чорний пішак · e3 чорний король · g3 чорний пішак · h2 чорний пішак · h1 білий король | 7 |
| 6 | b7 білий слон · d6 чорний слон · f4 чорний пішак · e3 чорний король · g3 чорний пішак · h2 чорний пішак · h1 білий король | b7 білий слон · d6 чорний слон · f4 чорний пішак · e3 чорний король · g3 чорний пішак · h2 чорний пішак · h1 білий король | b7 білий слон · d6 чорний слон · f4 чорний пішак · e3 чорний король · g3 чорний пішак · h2 чорний пішак · h1 білий король | b7 білий слон · d6 чорний слон · f4 чорний пішак · e3 чорний король · g3 чорний пішак · h2 чорний пішак · h1 білий король | b7 білий слон · d6 чорний слон · f4 чорний пішак · e3 чорний король · g3 чорний пішак · h2 чорний пішак · h1 білий король | b7 білий слон · d6 чорний слон · f4 чорний пішак · e3 чорний король · g3 чорний пішак · h2 чорний пішак · h1 білий король | b7 білий слон · d6 чорний слон · f4 чорний пішак · e3 чорний король · g3 чорний пішак · h2 чорний пішак · h1 білий король | b7 білий слон · d6 чорний слон · f4 чорний пішак · e3 чорний король · g3 чорний пішак · h2 чорний пішак · h1 білий король | 6 |
| 5 | b7 білий слон · d6 чорний слон · f4 чорний пішак · e3 чорний король · g3 чорний пішак · h2 чорний пішак · h1 білий король | b7 білий слон · d6 чорний слон · f4 чорний пішак · e3 чорний король · g3 чорний пішак · h2 чорний пішак · h1 білий король | b7 білий слон · d6 чорний слон · f4 чорний пішак · e3 чорний король · g3 чорний пішак · h2 чорний пішак · h1 білий король | b7 білий слон · d6 чорний слон · f4 чорний пішак · e3 чорний король · g3 чорний пішак · h2 чорний пішак · h1 білий король | b7 білий слон · d6 чорний слон · f4 чорний пішак · e3 чорний король · g3 чорний пішак · h2 чорний пішак · h1 білий король | b7 білий слон · d6 чорний слон · f4 чорний пішак · e3 чорний король · g3 чорний пішак · h2 чорний пішак · h1 білий король | b7 білий слон · d6 чорний слон · f4 чорний пішак · e3 чорний король · g3 чорний пішак · h2 чорний пішак · h1 білий король | b7 білий слон · d6 чорний слон · f4 чорний пішак · e3 чорний король · g3 чорний пішак · h2 чорний пішак · h1 білий король | 5 |
| 4 | b7 білий слон · d6 чорний слон · f4 чорний пішак · e3 чорний король · g3 чорний пішак · h2 чорний пішак · h1 білий король | b7 білий слон · d6 чорний слон · f4 чорний пішак · e3 чорний король · g3 чорний пішак · h2 чорний пішак · h1 білий король | b7 білий слон · d6 чорний слон · f4 чорний пішак · e3 чорний король · g3 чорний пішак · h2 чорний пішак · h1 білий король | b7 білий слон · d6 чорний слон · f4 чорний пішак · e3 чорний король · g3 чорний пішак · h2 чорний пішак · h1 білий король | b7 білий слон · d6 чорний слон · f4 чорний пішак · e3 чорний король · g3 чорний пішак · h2 чорний пішак · h1 білий король | b7 білий слон · d6 чорний слон · f4 чорний пішак · e3 чорний король · g3 чорний пішак · h2 чорний пішак · h1 білий король | b7 білий слон · d6 чорний слон · f4 чорний пішак · e3 чорний король · g3 чорний пішак · h2 чорний пішак · h1 білий король | b7 білий слон · d6 чорний слон · f4 чорний пішак · e3 чорний король · g3 чорний пішак · h2 чорний пішак · h1 білий король | 4 |
| 3 | b7 білий слон · d6 чорний слон · f4 чорний пішак · e3 чорний король · g3 чорний пішак · h2 чорний пішак · h1 білий король | b7 білий слон · d6 чорний слон · f4 чорний пішак · e3 чорний король · g3 чорний пішак · h2 чорний пішак · h1 білий король | b7 білий слон · d6 чорний слон · f4 чорний пішак · e3 чорний король · g3 чорний пішак · h2 чорний пішак · h1 білий король | b7 білий слон · d6 чорний слон · f4 чорний пішак · e3 чорний король · g3 чорний пішак · h2 чорний пішак · h1 білий король | b7 білий слон · d6 чорний слон · f4 чорний пішак · e3 чорний король · g3 чорний пішак · h2 чорний пішак · h1 білий король | b7 білий слон · d6 чорний слон · f4 чорний пішак · e3 чорний король · g3 чорний пішак · h2 чорний пішак · h1 білий король | b7 білий слон · d6 чорний слон · f4 чорний пішак · e3 чорний король · g3 чорний пішак · h2 чорний пішак · h1 білий король | b7 білий слон · d6 чорний слон · f4 чорний пішак · e3 чорний король · g3 чорний пішак · h2 чорний пішак · h1 білий король | 3 |
| 2 | b7 білий слон · d6 чорний слон · f4 чорний пішак · e3 чорний король · g3 чорний пішак · h2 чорний пішак · h1 білий король | b7 білий слон · d6 чорний слон · f4 чорний пішак · e3 чорний король · g3 чорний пішак · h2 чорний пішак · h1 білий король | b7 білий слон · d6 чорний слон · f4 чорний пішак · e3 чорний король · g3 чорний пішак · h2 чорний пішак · h1 білий король | b7 білий слон · d6 чорний слон · f4 чорний пішак · e3 чорний король · g3 чорний пішак · h2 чорний пішак · h1 білий король | b7 білий слон · d6 чорний слон · f4 чорний пішак · e3 чорний король · g3 чорний пішак · h2 чорний пішак · h1 білий король | b7 білий слон · d6 чорний слон · f4 чорний пішак · e3 чорний король · g3 чорний пішак · h2 чорний пішак · h1 білий король | b7 білий слон · d6 чорний слон · f4 чорний пішак · e3 чорний король · g3 чорний пішак · h2 чорний пішак · h1 білий король | b7 білий слон · d6 чорний слон · f4 чорний пішак · e3 чорний король · g3 чорний пішак · h2 чорний пішак · h1 білий король | 2 |
| 1 | b7 білий слон · d6 чорний слон · f4 чорний пішак · e3 чорний король · g3 чорний пішак · h2 чорний пішак · h1 білий король | b7 білий слон · d6 чорний слон · f4 чорний пішак · e3 чорний король · g3 чорний пішак · h2 чорний пішак · h1 білий король | b7 білий слон · d6 чорний слон · f4 чорний пішак · e3 чорний король · g3 чорний пішак · h2 чорний пішак · h1 білий король | b7 білий слон · d6 чорний слон · f4 чорний пішак · e3 чорний король · g3 чорний пішак · h2 чорний пішак · h1 білий король | b7 білий слон · d6 чорний слон · f4 чорний пішак · e3 чорний король · g3 чорний пішак · h2 чорний пішак · h1 білий король | b7 білий слон · d6 чорний слон · f4 чорний пішак · e3 чорний король · g3 чорний пішак · h2 чорний пішак · h1 білий король | b7 білий слон · d6 чорний слон · f4 чорний пішак · e3 чорний король · g3 чорний пішак · h2 чорний пішак · h1 білий король | b7 білий слон · d6 чорний слон · f4 чорний пішак · e3 чорний король · g3 чорний пішак · h2 чорний пішак · h1 білий король | 1 |
|   | a | b | c | d | e | f | g | h |   |

Діаграма 1
У чорних три лишніх пішаки, а виграти не можуть .
1. ...  f4 - f3
2. Cb7: f3
3. Kpe3: f3 пат.

Діаграма 2
|   | a | b | c | d | e | f | g | h |   |
| 8 | c8 білий слон · b6 чорний пішак · c6 чорний пішак · g6 чорний пішак · e5 чорний король · c4 білий пішак · h4 чорний пішак · b3 білий король · g3 чорний слон · h3 білий пішак | c8 білий слон · b6 чорний пішак · c6 чорний пішак · g6 чорний пішак · e5 чорний король · c4 білий пішак · h4 чорний пішак · b3 білий король · g3 чорний слон · h3 білий пішак | c8 білий слон · b6 чорний пішак · c6 чорний пішак · g6 чорний пішак · e5 чорний король · c4 білий пішак · h4 чорний пішак · b3 білий король · g3 чорний слон · h3 білий пішак | c8 білий слон · b6 чорний пішак · c6 чорний пішак · g6 чорний пішак · e5 чорний король · c4 білий пішак · h4 чорний пішак · b3 білий король · g3 чорний слон · h3 білий пішак | c8 білий слон · b6 чорний пішак · c6 чорний пішак · g6 чорний пішак · e5 чорний король · c4 білий пішак · h4 чорний пішак · b3 білий король · g3 чорний слон · h3 білий пішак | c8 білий слон · b6 чорний пішак · c6 чорний пішак · g6 чорний пішак · e5 чорний король · c4 білий пішак · h4 чорний пішак · b3 білий король · g3 чорний слон · h3 білий пішак | c8 білий слон · b6 чорний пішак · c6 чорний пішак · g6 чорний пішак · e5 чорний король · c4 білий пішак · h4 чорний пішак · b3 білий король · g3 чорний слон · h3 білий пішак | c8 білий слон · b6 чорний пішак · c6 чорний пішак · g6 чорний пішак · e5 чорний король · c4 білий пішак · h4 чорний пішак · b3 білий король · g3 чорний слон · h3 білий пішак | 8 |
| 7 | c8 білий слон · b6 чорний пішак · c6 чорний пішак · g6 чорний пішак · e5 чорний король · c4 білий пішак · h4 чорний пішак · b3 білий король · g3 чорний слон · h3 білий пішак | c8 білий слон · b6 чорний пішак · c6 чорний пішак · g6 чорний пішак · e5 чорний король · c4 білий пішак · h4 чорний пішак · b3 білий король · g3 чорний слон · h3 білий пішак | c8 білий слон · b6 чорний пішак · c6 чорний пішак · g6 чорний пішак · e5 чорний король · c4 білий пішак · h4 чорний пішак · b3 білий король · g3 чорний слон · h3 білий пішак | c8 білий слон · b6 чорний пішак · c6 чорний пішак · g6 чорний пішак · e5 чорний король · c4 білий пішак · h4 чорний пішак · b3 білий король · g3 чорний слон · h3 білий пішак | c8 білий слон · b6 чорний пішак · c6 чорний пішак · g6 чорний пішак · e5 чорний король · c4 білий пішак · h4 чорний пішак · b3 білий король · g3 чорний слон · h3 білий пішак | c8 білий слон · b6 чорний пішак · c6 чорний пішак · g6 чорний пішак · e5 чорний король · c4 білий пішак · h4 чорний пішак · b3 білий король · g3 чорний слон · h3 білий пішак | c8 білий слон · b6 чорний пішак · c6 чорний пішак · g6 чорний пішак · e5 чорний король · c4 білий пішак · h4 чорний пішак · b3 білий король · g3 чорний слон · h3 білий пішак | c8 білий слон · b6 чорний пішак · c6 чорний пішак · g6 чорний пішак · e5 чорний король · c4 білий пішак · h4 чорний пішак · b3 білий король · g3 чорний слон · h3 білий пішак | 7 |
| 6 | c8 білий слон · b6 чорний пішак · c6 чорний пішак · g6 чорний пішак · e5 чорний король · c4 білий пішак · h4 чорний пішак · b3 білий король · g3 чорний слон · h3 білий пішак | c8 білий слон · b6 чорний пішак · c6 чорний пішак · g6 чорний пішак · e5 чорний король · c4 білий пішак · h4 чорний пішак · b3 білий король · g3 чорний слон · h3 білий пішак | c8 білий слон · b6 чорний пішак · c6 чорний пішак · g6 чорний пішак · e5 чорний король · c4 білий пішак · h4 чорний пішак · b3 білий король · g3 чорний слон · h3 білий пішак | c8 білий слон · b6 чорний пішак · c6 чорний пішак · g6 чорний пішак · e5 чорний король · c4 білий пішак · h4 чорний пішак · b3 білий король · g3 чорний слон · h3 білий пішак | c8 білий слон · b6 чорний пішак · c6 чорний пішак · g6 чорний пішак · e5 чорний король · c4 білий пішак · h4 чорний пішак · b3 білий король · g3 чорний слон · h3 білий пішак | c8 білий слон · b6 чорний пішак · c6 чорний пішак · g6 чорний пішак · e5 чорний король · c4 білий пішак · h4 чорний пішак · b3 білий король · g3 чорний слон · h3 білий пішак | c8 білий слон · b6 чорний пішак · c6 чорний пішак · g6 чорний пішак · e5 чорний король · c4 білий пішак · h4 чорний пішак · b3 білий король · g3 чорний слон · h3 білий пішак | c8 білий слон · b6 чорний пішак · c6 чорний пішак · g6 чорний пішак · e5 чорний король · c4 білий пішак · h4 чорний пішак · b3 білий король · g3 чорний слон · h3 білий пішак | 6 |
| 5 | c8 білий слон · b6 чорний пішак · c6 чорний пішак · g6 чорний пішак · e5 чорний король · c4 білий пішак · h4 чорний пішак · b3 білий король · g3 чорний слон · h3 білий пішак | c8 білий слон · b6 чорний пішак · c6 чорний пішак · g6 чорний пішак · e5 чорний король · c4 білий пішак · h4 чорний пішак · b3 білий король · g3 чорний слон · h3 білий пішак | c8 білий слон · b6 чорний пішак · c6 чорний пішак · g6 чорний пішак · e5 чорний король · c4 білий пішак · h4 чорний пішак · b3 білий король · g3 чорний слон · h3 білий пішак | c8 білий слон · b6 чорний пішак · c6 чорний пішак · g6 чорний пішак · e5 чорний король · c4 білий пішак · h4 чорний пішак · b3 білий король · g3 чорний слон · h3 білий пішак | c8 білий слон · b6 чорний пішак · c6 чорний пішак · g6 чорний пішак · e5 чорний король · c4 білий пішак · h4 чорний пішак · b3 білий король · g3 чорний слон · h3 білий пішак | c8 білий слон · b6 чорний пішак · c6 чорний пішак · g6 чорний пішак · e5 чорний король · c4 білий пішак · h4 чорний пішак · b3 білий король · g3 чорний слон · h3 білий пішак | c8 білий слон · b6 чорний пішак · c6 чорний пішак · g6 чорний пішак · e5 чорний король · c4 білий пішак · h4 чорний пішак · b3 білий король · g3 чорний слон · h3 білий пішак | c8 білий слон · b6 чорний пішак · c6 чорний пішак · g6 чорний пішак · e5 чорний король · c4 білий пішак · h4 чорний пішак · b3 білий король · g3 чорний слон · h3 білий пішак | 5 |
| 4 | c8 білий слон · b6 чорний пішак · c6 чорний пішак · g6 чорний пішак · e5 чорний король · c4 білий пішак · h4 чорний пішак · b3 білий король · g3 чорний слон · h3 білий пішак | c8 білий слон · b6 чорний пішак · c6 чорний пішак · g6 чорний пішак · e5 чорний король · c4 білий пішак · h4 чорний пішак · b3 білий король · g3 чорний слон · h3 білий пішак | c8 білий слон · b6 чорний пішак · c6 чорний пішак · g6 чорний пішак · e5 чорний король · c4 білий пішак · h4 чорний пішак · b3 білий король · g3 чорний слон · h3 білий пішак | c8 білий слон · b6 чорний пішак · c6 чорний пішак · g6 чорний пішак · e5 чорний король · c4 білий пішак · h4 чорний пішак · b3 білий король · g3 чорний слон · h3 білий пішак | c8 білий слон · b6 чорний пішак · c6 чорний пішак · g6 чорний пішак · e5 чорний король · c4 білий пішак · h4 чорний пішак · b3 білий король · g3 чорний слон · h3 білий пішак | c8 білий слон · b6 чорний пішак · c6 чорний пішак · g6 чорний пішак · e5 чорний король · c4 білий пішак · h4 чорний пішак · b3 білий король · g3 чорний слон · h3 білий пішак | c8 білий слон · b6 чорний пішак · c6 чорний пішак · g6 чорний пішак · e5 чорний король · c4 білий пішак · h4 чорний пішак · b3 білий король · g3 чорний слон · h3 білий пішак | c8 білий слон · b6 чорний пішак · c6 чорний пішак · g6 чорний пішак · e5 чорний король · c4 білий пішак · h4 чорний пішак · b3 білий король · g3 чорний слон · h3 білий пішак | 4 |
| 3 | c8 білий слон · b6 чорний пішак · c6 чорний пішак · g6 чорний пішак · e5 чорний король · c4 білий пішак · h4 чорний пішак · b3 білий король · g3 чорний слон · h3 білий пішак | c8 білий слон · b6 чорний пішак · c6 чорний пішак · g6 чорний пішак · e5 чорний король · c4 білий пішак · h4 чорний пішак · b3 білий король · g3 чорний слон · h3 білий пішак | c8 білий слон · b6 чорний пішак · c6 чорний пішак · g6 чорний пішак · e5 чорний король · c4 білий пішак · h4 чорний пішак · b3 білий король · g3 чорний слон · h3 білий пішак | c8 білий слон · b6 чорний пішак · c6 чорний пішак · g6 чорний пішак · e5 чорний король · c4 білий пішак · h4 чорний пішак · b3 білий король · g3 чорний слон · h3 білий пішак | c8 білий слон · b6 чорний пішак · c6 чорний пішак · g6 чорний пішак · e5 чорний король · c4 білий пішак · h4 чорний пішак · b3 білий король · g3 чорний слон · h3 білий пішак | c8 білий слон · b6 чорний пішак · c6 чорний пішак · g6 чорний пішак · e5 чорний король · c4 білий пішак · h4 чорний пішак · b3 білий король · g3 чорний слон · h3 білий пішак | c8 білий слон · b6 чорний пішак · c6 чорний пішак · g6 чорний пішак · e5 чорний король · c4 білий пішак · h4 чорний пішак · b3 білий король · g3 чорний слон · h3 білий пішак | c8 білий слон · b6 чорний пішак · c6 чорний пішак · g6 чорний пішак · e5 чорний король · c4 білий пішак · h4 чорний пішак · b3 білий король · g3 чорний слон · h3 білий пішак | 3 |
| 2 | c8 білий слон · b6 чорний пішак · c6 чорний пішак · g6 чорний пішак · e5 чорний король · c4 білий пішак · h4 чорний пішак · b3 білий король · g3 чорний слон · h3 білий пішак | c8 білий слон · b6 чорний пішак · c6 чорний пішак · g6 чорний пішак · e5 чорний король · c4 білий пішак · h4 чорний пішак · b3 білий король · g3 чорний слон · h3 білий пішак | c8 білий слон · b6 чорний пішак · c6 чорний пішак · g6 чорний пішак · e5 чорний король · c4 білий пішак · h4 чорний пішак · b3 білий король · g3 чорний слон · h3 білий пішак | c8 білий слон · b6 чорний пішак · c6 чорний пішак · g6 чорний пішак · e5 чорний король · c4 білий пішак · h4 чорний пішак · b3 білий король · g3 чорний слон · h3 білий пішак | c8 білий слон · b6 чорний пішак · c6 чорний пішак · g6 чорний пішак · e5 чорний король · c4 білий пішак · h4 чорний пішак · b3 білий король · g3 чорний слон · h3 білий пішак | c8 білий слон · b6 чорний пішак · c6 чорний пішак · g6 чорний пішак · e5 чорний король · c4 білий пішак · h4 чорний пішак · b3 білий король · g3 чорний слон · h3 білий пішак | c8 білий слон · b6 чорний пішак · c6 чорний пішак · g6 чорний пішак · e5 чорний король · c4 білий пішак · h4 чорний пішак · b3 білий король · g3 чорний слон · h3 білий пішак | c8 білий слон · b6 чорний пішак · c6 чорний пішак · g6 чорний пішак · e5 чорний король · c4 білий пішак · h4 чорний пішак · b3 білий король · g3 чорний слон · h3 білий пішак | 2 |
| 1 | c8 білий слон · b6 чорний пішак · c6 чорний пішак · g6 чорний пішак · e5 чорний король · c4 білий пішак · h4 чорний пішак · b3 білий король · g3 чорний слон · h3 білий пішак | c8 білий слон · b6 чорний пішак · c6 чорний пішак · g6 чорний пішак · e5 чорний король · c4 білий пішак · h4 чорний пішак · b3 білий король · g3 чорний слон · h3 білий пішак | c8 білий слон · b6 чорний пішак · c6 чорний пішак · g6 чорний пішак · e5 чорний король · c4 білий пішак · h4 чорний пішак · b3 білий король · g3 чорний слон · h3 білий пішак | c8 білий слон · b6 чорний пішак · c6 чорний пішак · g6 чорний пішак · e5 чорний король · c4 білий пішак · h4 чорний пішак · b3 білий король · g3 чорний слон · h3 білий пішак | c8 білий слон · b6 чорний пішак · c6 чорний пішак · g6 чорний пішак · e5 чорний король · c4 білий пішак · h4 чорний пішак · b3 білий король · g3 чорний слон · h3 білий пішак | c8 білий слон · b6 чорний пішак · c6 чорний пішак · g6 чорний пішак · e5 чорний король · c4 білий пішак · h4 чорний пішак · b3 білий король · g3 чорний слон · h3 білий пішак | c8 білий слон · b6 чорний пішак · c6 чорний пішак · g6 чорний пішак · e5 чорний король · c4 білий пішак · h4 чорний пішак · b3 білий король · g3 чорний слон · h3 білий пішак | c8 білий слон · b6 чорний пішак · c6 чорний пішак · g6 чорний пішак · e5 чорний король · c4 білий пішак · h4 чорний пішак · b3 білий король · g3 чорний слон · h3 білий пішак | 1 |
|   | a | b | c | d | e | f | g | h |   |

У чорних два лишніх пішаки. Але білий слон рухається по діагоналі 
с8 - h3 і чорні не можуть прорватися ні на одному з флангів. Нічия.

Діаграма 3
|   | a | b | c | d | e | f | g | h |   |
| 8 | h7 чорний король · g6 чорний пішак · b5 чорний пішак · g5 білий король · b4 білий пішак · c4 чорний пішак · c3 білий слон · d3 чорний пішак · h3 білий пішак · f2 білий пішак · g2 білий пішак · d1 чорний слон | h7 чорний король · g6 чорний пішак · b5 чорний пішак · g5 білий король · b4 білий пішак · c4 чорний пішак · c3 білий слон · d3 чорний пішак · h3 білий пішак · f2 білий пішак · g2 білий пішак · d1 чорний слон | h7 чорний король · g6 чорний пішак · b5 чорний пішак · g5 білий король · b4 білий пішак · c4 чорний пішак · c3 білий слон · d3 чорний пішак · h3 білий пішак · f2 білий пішак · g2 білий пішак · d1 чорний слон | h7 чорний король · g6 чорний пішак · b5 чорний пішак · g5 білий король · b4 білий пішак · c4 чорний пішак · c3 білий слон · d3 чорний пішак · h3 білий пішак · f2 білий пішак · g2 білий пішак · d1 чорний слон | h7 чорний король · g6 чорний пішак · b5 чорний пішак · g5 білий король · b4 білий пішак · c4 чорний пішак · c3 білий слон · d3 чорний пішак · h3 білий пішак · f2 білий пішак · g2 білий пішак · d1 чорний слон | h7 чорний король · g6 чорний пішак · b5 чорний пішак · g5 білий король · b4 білий пішак · c4 чорний пішак · c3 білий слон · d3 чорний пішак · h3 білий пішак · f2 білий пішак · g2 білий пішак · d1 чорний слон | h7 чорний король · g6 чорний пішак · b5 чорний пішак · g5 білий король · b4 білий пішак · c4 чорний пішак · c3 білий слон · d3 чорний пішак · h3 білий пішак · f2 білий пішак · g2 білий пішак · d1 чорний слон | h7 чорний король · g6 чорний пішак · b5 чорний пішак · g5 білий король · b4 білий пішак · c4 чорний пішак · c3 білий слон · d3 чорний пішак · h3 білий пішак · f2 білий пішак · g2 білий пішак · d1 чорний слон | 8 |
| 7 | h7 чорний король · g6 чорний пішак · b5 чорний пішак · g5 білий король · b4 білий пішак · c4 чорний пішак · c3 білий слон · d3 чорний пішак · h3 білий пішак · f2 білий пішак · g2 білий пішак · d1 чорний слон | h7 чорний король · g6 чорний пішак · b5 чорний пішак · g5 білий король · b4 білий пішак · c4 чорний пішак · c3 білий слон · d3 чорний пішак · h3 білий пішак · f2 білий пішак · g2 білий пішак · d1 чорний слон | h7 чорний король · g6 чорний пішак · b5 чорний пішак · g5 білий король · b4 білий пішак · c4 чорний пішак · c3 білий слон · d3 чорний пішак · h3 білий пішак · f2 білий пішак · g2 білий пішак · d1 чорний слон | h7 чорний король · g6 чорний пішак · b5 чорний пішак · g5 білий король · b4 білий пішак · c4 чорний пішак · c3 білий слон · d3 чорний пішак · h3 білий пішак · f2 білий пішак · g2 білий пішак · d1 чорний слон | h7 чорний король · g6 чорний пішак · b5 чорний пішак · g5 білий король · b4 білий пішак · c4 чорний пішак · c3 білий слон · d3 чорний пішак · h3 білий пішак · f2 білий пішак · g2 білий пішак · d1 чорний слон | h7 чорний король · g6 чорний пішак · b5 чорний пішак · g5 білий король · b4 білий пішак · c4 чорний пішак · c3 білий слон · d3 чорний пішак · h3 білий пішак · f2 білий пішак · g2 білий пішак · d1 чорний слон | h7 чорний король · g6 чорний пішак · b5 чорний пішак · g5 білий король · b4 білий пішак · c4 чорний пішак · c3 білий слон · d3 чорний пішак · h3 білий пішак · f2 білий пішак · g2 білий пішак · d1 чорний слон | h7 чорний король · g6 чорний пішак · b5 чорний пішак · g5 білий король · b4 білий пішак · c4 чорний пішак · c3 білий слон · d3 чорний пішак · h3 білий пішак · f2 білий пішак · g2 білий пішак · d1 чорний слон | 7 |
| 6 | h7 чорний король · g6 чорний пішак · b5 чорний пішак · g5 білий король · b4 білий пішак · c4 чорний пішак · c3 білий слон · d3 чорний пішак · h3 білий пішак · f2 білий пішак · g2 білий пішак · d1 чорний слон | h7 чорний король · g6 чорний пішак · b5 чорний пішак · g5 білий король · b4 білий пішак · c4 чорний пішак · c3 білий слон · d3 чорний пішак · h3 білий пішак · f2 білий пішак · g2 білий пішак · d1 чорний слон | h7 чорний король · g6 чорний пішак · b5 чорний пішак · g5 білий король · b4 білий пішак · c4 чорний пішак · c3 білий слон · d3 чорний пішак · h3 білий пішак · f2 білий пішак · g2 білий пішак · d1 чорний слон | h7 чорний король · g6 чорний пішак · b5 чорний пішак · g5 білий король · b4 білий пішак · c4 чорний пішак · c3 білий слон · d3 чорний пішак · h3 білий пішак · f2 білий пішак · g2 білий пішак · d1 чорний слон | h7 чорний король · g6 чорний пішак · b5 чорний пішак · g5 білий король · b4 білий пішак · c4 чорний пішак · c3 білий слон · d3 чорний пішак · h3 білий пішак · f2 білий пішак · g2 білий пішак · d1 чорний слон | h7 чорний король · g6 чорний пішак · b5 чорний пішак · g5 білий король · b4 білий пішак · c4 чорний пішак · c3 білий слон · d3 чорний пішак · h3 білий пішак · f2 білий пішак · g2 білий пішак · d1 чорний слон | h7 чорний король · g6 чорний пішак · b5 чорний пішак · g5 білий король · b4 білий пішак · c4 чорний пішак · c3 білий слон · d3 чорний пішак · h3 білий пішак · f2 білий пішак · g2 білий пішак · d1 чорний слон | h7 чорний король · g6 чорний пішак · b5 чорний пішак · g5 білий король · b4 білий пішак · c4 чорний пішак · c3 білий слон · d3 чорний пішак · h3 білий пішак · f2 білий пішак · g2 білий пішак · d1 чорний слон | 6 |
| 5 | h7 чорний король · g6 чорний пішак · b5 чорний пішак · g5 білий король · b4 білий пішак · c4 чорний пішак · c3 білий слон · d3 чорний пішак · h3 білий пішак · f2 білий пішак · g2 білий пішак · d1 чорний слон | h7 чорний король · g6 чорний пішак · b5 чорний пішак · g5 білий король · b4 білий пішак · c4 чорний пішак · c3 білий слон · d3 чорний пішак · h3 білий пішак · f2 білий пішак · g2 білий пішак · d1 чорний слон | h7 чорний король · g6 чорний пішак · b5 чорний пішак · g5 білий король · b4 білий пішак · c4 чорний пішак · c3 білий слон · d3 чорний пішак · h3 білий пішак · f2 білий пішак · g2 білий пішак · d1 чорний слон | h7 чорний король · g6 чорний пішак · b5 чорний пішак · g5 білий король · b4 білий пішак · c4 чорний пішак · c3 білий слон · d3 чорний пішак · h3 білий пішак · f2 білий пішак · g2 білий пішак · d1 чорний слон | h7 чорний король · g6 чорний пішак · b5 чорний пішак · g5 білий король · b4 білий пішак · c4 чорний пішак · c3 білий слон · d3 чорний пішак · h3 білий пішак · f2 білий пішак · g2 білий пішак · d1 чорний слон | h7 чорний король · g6 чорний пішак · b5 чорний пішак · g5 білий король · b4 білий пішак · c4 чорний пішак · c3 білий слон · d3 чорний пішак · h3 білий пішак · f2 білий пішак · g2 білий пішак · d1 чорний слон | h7 чорний король · g6 чорний пішак · b5 чорний пішак · g5 білий король · b4 білий пішак · c4 чорний пішак · c3 білий слон · d3 чорний пішак · h3 білий пішак · f2 білий пішак · g2 білий пішак · d1 чорний слон | h7 чорний король · g6 чорний пішак · b5 чорний пішак · g5 білий король · b4 білий пішак · c4 чорний пішак · c3 білий слон · d3 чорний пішак · h3 білий пішак · f2 білий пішак · g2 білий пішак · d1 чорний слон | 5 |
| 4 | h7 чорний король · g6 чорний пішак · b5 чорний пішак · g5 білий король · b4 білий пішак · c4 чорний пішак · c3 білий слон · d3 чорний пішак · h3 білий пішак · f2 білий пішак · g2 білий пішак · d1 чорний слон | h7 чорний король · g6 чорний пішак · b5 чорний пішак · g5 білий король · b4 білий пішак · c4 чорний пішак · c3 білий слон · d3 чорний пішак · h3 білий пішак · f2 білий пішак · g2 білий пішак · d1 чорний слон | h7 чорний король · g6 чорний пішак · b5 чорний пішак · g5 білий король · b4 білий пішак · c4 чорний пішак · c3 білий слон · d3 чорний пішак · h3 білий пішак · f2 білий пішак · g2 білий пішак · d1 чорний слон | h7 чорний король · g6 чорний пішак · b5 чорний пішак · g5 білий король · b4 білий пішак · c4 чорний пішак · c3 білий слон · d3 чорний пішак · h3 білий пішак · f2 білий пішак · g2 білий пішак · d1 чорний слон | h7 чорний король · g6 чорний пішак · b5 чорний пішак · g5 білий король · b4 білий пішак · c4 чорний пішак · c3 білий слон · d3 чорний пішак · h3 білий пішак · f2 білий пішак · g2 білий пішак · d1 чорний слон | h7 чорний король · g6 чорний пішак · b5 чорний пішак · g5 білий король · b4 білий пішак · c4 чорний пішак · c3 білий слон · d3 чорний пішак · h3 білий пішак · f2 білий пішак · g2 білий пішак · d1 чорний слон | h7 чорний король · g6 чорний пішак · b5 чорний пішак · g5 білий король · b4 білий пішак · c4 чорний пішак · c3 білий слон · d3 чорний пішак · h3 білий пішак · f2 білий пішак · g2 білий пішак · d1 чорний слон | h7 чорний король · g6 чорний пішак · b5 чорний пішак · g5 білий король · b4 білий пішак · c4 чорний пішак · c3 білий слон · d3 чорний пішак · h3 білий пішак · f2 білий пішак · g2 білий пішак · d1 чорний слон | 4 |
| 3 | h7 чорний король · g6 чорний пішак · b5 чорний пішак · g5 білий король · b4 білий пішак · c4 чорний пішак · c3 білий слон · d3 чорний пішак · h3 білий пішак · f2 білий пішак · g2 білий пішак · d1 чорний слон | h7 чорний король · g6 чорний пішак · b5 чорний пішак · g5 білий король · b4 білий пішак · c4 чорний пішак · c3 білий слон · d3 чорний пішак · h3 білий пішак · f2 білий пішак · g2 білий пішак · d1 чорний слон | h7 чорний король · g6 чорний пішак · b5 чорний пішак · g5 білий король · b4 білий пішак · c4 чорний пішак · c3 білий слон · d3 чорний пішак · h3 білий пішак · f2 білий пішак · g2 білий пішак · d1 чорний слон | h7 чорний король · g6 чорний пішак · b5 чорний пішак · g5 білий король · b4 білий пішак · c4 чорний пішак · c3 білий слон · d3 чорний пішак · h3 білий пішак · f2 білий пішак · g2 білий пішак · d1 чорний слон | h7 чорний король · g6 чорний пішак · b5 чорний пішак · g5 білий король · b4 білий пішак · c4 чорний пішак · c3 білий слон · d3 чорний пішак · h3 білий пішак · f2 білий пішак · g2 білий пішак · d1 чорний слон | h7 чорний король · g6 чорний пішак · b5 чорний пішак · g5 білий король · b4 білий пішак · c4 чорний пішак · c3 білий слон · d3 чорний пішак · h3 білий пішак · f2 білий пішак · g2 білий пішак · d1 чорний слон | h7 чорний король · g6 чорний пішак · b5 чорний пішак · g5 білий король · b4 білий пішак · c4 чорний пішак · c3 білий слон · d3 чорний пішак · h3 білий пішак · f2 білий пішак · g2 білий пішак · d1 чорний слон | h7 чорний король · g6 чорний пішак · b5 чорний пішак · g5 білий король · b4 білий пішак · c4 чорний пішак · c3 білий слон · d3 чорний пішак · h3 білий пішак · f2 білий пішак · g2 білий пішак · d1 чорний слон | 3 |
| 2 | h7 чорний король · g6 чорний пішак · b5 чорний пішак · g5 білий король · b4 білий пішак · c4 чорний пішак · c3 білий слон · d3 чорний пішак · h3 білий пішак · f2 білий пішак · g2 білий пішак · d1 чорний слон | h7 чорний король · g6 чорний пішак · b5 чорний пішак · g5 білий король · b4 білий пішак · c4 чорний пішак · c3 білий слон · d3 чорний пішак · h3 білий пішак · f2 білий пішак · g2 білий пішак · d1 чорний слон | h7 чорний король · g6 чорний пішак · b5 чорний пішак · g5 білий король · b4 білий пішак · c4 чорний пішак · c3 білий слон · d3 чорний пішак · h3 білий пішак · f2 білий пішак · g2 білий пішак · d1 чорний слон | h7 чорний король · g6 чорний пішак · b5 чорний пішак · g5 білий король · b4 білий пішак · c4 чорний пішак · c3 білий слон · d3 чорний пішак · h3 білий пішак · f2 білий пішак · g2 білий пішак · d1 чорний слон | h7 чорний король · g6 чорний пішак · b5 чорний пішак · g5 білий король · b4 білий пішак · c4 чорний пішак · c3 білий слон · d3 чорний пішак · h3 білий пішак · f2 білий пішак · g2 білий пішак · d1 чорний слон | h7 чорний король · g6 чорний пішак · b5 чорний пішак · g5 білий король · b4 білий пішак · c4 чорний пішак · c3 білий слон · d3 чорний пішак · h3 білий пішак · f2 білий пішак · g2 білий пішак · d1 чорний слон | h7 чорний король · g6 чорний пішак · b5 чорний пішак · g5 білий король · b4 білий пішак · c4 чорний пішак · c3 білий слон · d3 чорний пішак · h3 білий пішак · f2 білий пішак · g2 білий пішак · d1 чорний слон | h7 чорний король · g6 чорний пішак · b5 чорний пішак · g5 білий король · b4 білий пішак · c4 чорний пішак · c3 білий слон · d3 чорний пішак · h3 білий пішак · f2 білий пішак · g2 білий пішак · d1 чорний слон | 2 |
| 1 | h7 чорний король · g6 чорний пішак · b5 чорний пішак · g5 білий король · b4 білий пішак · c4 чорний пішак · c3 білий слон · d3 чорний пішак · h3 білий пішак · f2 білий пішак · g2 білий пішак · d1 чорний слон | h7 чорний король · g6 чорний пішак · b5 чорний пішак · g5 білий король · b4 білий пішак · c4 чорний пішак · c3 білий слон · d3 чорний пішак · h3 білий пішак · f2 білий пішак · g2 білий пішак · d1 чорний слон | h7 чорний король · g6 чорний пішак · b5 чорний пішак · g5 білий король · b4 білий пішак · c4 чорний пішак · c3 білий слон · d3 чорний пішак · h3 білий пішак · f2 білий пішак · g2 білий пішак · d1 чорний слон | h7 чорний король · g6 чорний пішак · b5 чорний пішак · g5 білий король · b4 білий пішак · c4 чорний пішак · c3 білий слон · d3 чорний пішак · h3 білий пішак · f2 білий пішак · g2 білий пішак · d1 чорний слон | h7 чорний король · g6 чорний пішак · b5 чорний пішак · g5 білий король · b4 білий пішак · c4 чорний пішак · c3 білий слон · d3 чорний пішак · h3 білий пішак · f2 білий пішак · g2 білий пішак · d1 чорний слон | h7 чорний король · g6 чорний пішак · b5 чорний пішак · g5 білий король · b4 білий пішак · c4 чорний пішак · c3 білий слон · d3 чорний пішак · h3 білий пішак · f2 білий пішак · g2 білий пішак · d1 чорний слон | h7 чорний король · g6 чорний пішак · b5 чорний пішак · g5 білий король · b4 білий пішак · c4 чорний пішак · c3 білий слон · d3 чорний пішак · h3 білий пішак · f2 білий пішак · g2 білий пішак · d1 чорний слон | h7 чорний король · g6 чорний пішак · b5 чорний пішак · g5 білий король · b4 білий пішак · c4 чорний пішак · c3 білий слон · d3 чорний пішак · h3 білий пішак · f2 білий пішак · g2 білий пішак · d1 чорний слон | 1 |
|   | a | b | c | d | e | f | g | h |   |

Деколи можна виграти при не великів матеріальній перевазі і матеральній рівновазі, якщо одна із сторін має прохідні пішаки .
1. f4 Cе2
2. g4  Cf1
3. h4  Ce2 (чорні вичікують) 
4. h5  gh
5. Kp:h5 Cf3
6. f5  Ce2
7. Kpg5  Kpg8
8. Kpf4  Kpf7
9. g5  (Білі пішаки повинні рухатися разом або по білих полях) 9. ... Ch5
10. g6+! (10.f6??  Cg6  і білі пішаки наглухо заблоковані, як і чорні - нічия) 10. ...  kpg8
11. Kpg5 з виграшем
Діаграма 4
|   | a | b | c | d | e | f | g | h |   |
| 8 | b7 чорний пішак · c6 чорний пішак · g6 білий слон · a5 чорний пішак · c5 чорний слон · e5 чорний король · g5 чорний пішак · c4 білий пішак · f4 чорний пішак · h4 чорний пішак · b3 білий пішак · f3 білий пішак · a2 білий пішак · f2 білий пішак · g2 білий король | b7 чорний пішак · c6 чорний пішак · g6 білий слон · a5 чорний пішак · c5 чорний слон · e5 чорний король · g5 чорний пішак · c4 білий пішак · f4 чорний пішак · h4 чорний пішак · b3 білий пішак · f3 білий пішак · a2 білий пішак · f2 білий пішак · g2 білий король | b7 чорний пішак · c6 чорний пішак · g6 білий слон · a5 чорний пішак · c5 чорний слон · e5 чорний король · g5 чорний пішак · c4 білий пішак · f4 чорний пішак · h4 чорний пішак · b3 білий пішак · f3 білий пішак · a2 білий пішак · f2 білий пішак · g2 білий король | b7 чорний пішак · c6 чорний пішак · g6 білий слон · a5 чорний пішак · c5 чорний слон · e5 чорний король · g5 чорний пішак · c4 білий пішак · f4 чорний пішак · h4 чорний пішак · b3 білий пішак · f3 білий пішак · a2 білий пішак · f2 білий пішак · g2 білий король | b7 чорний пішак · c6 чорний пішак · g6 білий слон · a5 чорний пішак · c5 чорний слон · e5 чорний король · g5 чорний пішак · c4 білий пішак · f4 чорний пішак · h4 чорний пішак · b3 білий пішак · f3 білий пішак · a2 білий пішак · f2 білий пішак · g2 білий король | b7 чорний пішак · c6 чорний пішак · g6 білий слон · a5 чорний пішак · c5 чорний слон · e5 чорний король · g5 чорний пішак · c4 білий пішак · f4 чорний пішак · h4 чорний пішак · b3 білий пішак · f3 білий пішак · a2 білий пішак · f2 білий пішак · g2 білий король | b7 чорний пішак · c6 чорний пішак · g6 білий слон · a5 чорний пішак · c5 чорний слон · e5 чорний король · g5 чорний пішак · c4 білий пішак · f4 чорний пішак · h4 чорний пішак · b3 білий пішак · f3 білий пішак · a2 білий пішак · f2 білий пішак · g2 білий король | b7 чорний пішак · c6 чорний пішак · g6 білий слон · a5 чорний пішак · c5 чорний слон · e5 чорний король · g5 чорний пішак · c4 білий пішак · f4 чорний пішак · h4 чорний пішак · b3 білий пішак · f3 білий пішак · a2 білий пішак · f2 білий пішак · g2 білий король | 8 |
| 7 | b7 чорний пішак · c6 чорний пішак · g6 білий слон · a5 чорний пішак · c5 чорний слон · e5 чорний король · g5 чорний пішак · c4 білий пішак · f4 чорний пішак · h4 чорний пішак · b3 білий пішак · f3 білий пішак · a2 білий пішак · f2 білий пішак · g2 білий король | b7 чорний пішак · c6 чорний пішак · g6 білий слон · a5 чорний пішак · c5 чорний слон · e5 чорний король · g5 чорний пішак · c4 білий пішак · f4 чорний пішак · h4 чорний пішак · b3 білий пішак · f3 білий пішак · a2 білий пішак · f2 білий пішак · g2 білий король | b7 чорний пішак · c6 чорний пішак · g6 білий слон · a5 чорний пішак · c5 чорний слон · e5 чорний король · g5 чорний пішак · c4 білий пішак · f4 чорний пішак · h4 чорний пішак · b3 білий пішак · f3 білий пішак · a2 білий пішак · f2 білий пішак · g2 білий король | b7 чорний пішак · c6 чорний пішак · g6 білий слон · a5 чорний пішак · c5 чорний слон · e5 чорний король · g5 чорний пішак · c4 білий пішак · f4 чорний пішак · h4 чорний пішак · b3 білий пішак · f3 білий пішак · a2 білий пішак · f2 білий пішак · g2 білий король | b7 чорний пішак · c6 чорний пішак · g6 білий слон · a5 чорний пішак · c5 чорний слон · e5 чорний король · g5 чорний пішак · c4 білий пішак · f4 чорний пішак · h4 чорний пішак · b3 білий пішак · f3 білий пішак · a2 білий пішак · f2 білий пішак · g2 білий король | b7 чорний пішак · c6 чорний пішак · g6 білий слон · a5 чорний пішак · c5 чорний слон · e5 чорний король · g5 чорний пішак · c4 білий пішак · f4 чорний пішак · h4 чорний пішак · b3 білий пішак · f3 білий пішак · a2 білий пішак · f2 білий пішак · g2 білий король | b7 чорний пішак · c6 чорний пішак · g6 білий слон · a5 чорний пішак · c5 чорний слон · e5 чорний король · g5 чорний пішак · c4 білий пішак · f4 чорний пішак · h4 чорний пішак · b3 білий пішак · f3 білий пішак · a2 білий пішак · f2 білий пішак · g2 білий король | b7 чорний пішак · c6 чорний пішак · g6 білий слон · a5 чорний пішак · c5 чорний слон · e5 чорний король · g5 чорний пішак · c4 білий пішак · f4 чорний пішак · h4 чорний пішак · b3 білий пішак · f3 білий пішак · a2 білий пішак · f2 білий пішак · g2 білий король | 7 |
| 6 | b7 чорний пішак · c6 чорний пішак · g6 білий слон · a5 чорний пішак · c5 чорний слон · e5 чорний король · g5 чорний пішак · c4 білий пішак · f4 чорний пішак · h4 чорний пішак · b3 білий пішак · f3 білий пішак · a2 білий пішак · f2 білий пішак · g2 білий король | b7 чорний пішак · c6 чорний пішак · g6 білий слон · a5 чорний пішак · c5 чорний слон · e5 чорний король · g5 чорний пішак · c4 білий пішак · f4 чорний пішак · h4 чорний пішак · b3 білий пішак · f3 білий пішак · a2 білий пішак · f2 білий пішак · g2 білий король | b7 чорний пішак · c6 чорний пішак · g6 білий слон · a5 чорний пішак · c5 чорний слон · e5 чорний король · g5 чорний пішак · c4 білий пішак · f4 чорний пішак · h4 чорний пішак · b3 білий пішак · f3 білий пішак · a2 білий пішак · f2 білий пішак · g2 білий король | b7 чорний пішак · c6 чорний пішак · g6 білий слон · a5 чорний пішак · c5 чорний слон · e5 чорний король · g5 чорний пішак · c4 білий пішак · f4 чорний пішак · h4 чорний пішак · b3 білий пішак · f3 білий пішак · a2 білий пішак · f2 білий пішак · g2 білий король | b7 чорний пішак · c6 чорний пішак · g6 білий слон · a5 чорний пішак · c5 чорний слон · e5 чорний король · g5 чорний пішак · c4 білий пішак · f4 чорний пішак · h4 чорний пішак · b3 білий пішак · f3 білий пішак · a2 білий пішак · f2 білий пішак · g2 білий король | b7 чорний пішак · c6 чорний пішак · g6 білий слон · a5 чорний пішак · c5 чорний слон · e5 чорний король · g5 чорний пішак · c4 білий пішак · f4 чорний пішак · h4 чорний пішак · b3 білий пішак · f3 білий пішак · a2 білий пішак · f2 білий пішак · g2 білий король | b7 чорний пішак · c6 чорний пішак · g6 білий слон · a5 чорний пішак · c5 чорний слон · e5 чорний король · g5 чорний пішак · c4 білий пішак · f4 чорний пішак · h4 чорний пішак · b3 білий пішак · f3 білий пішак · a2 білий пішак · f2 білий пішак · g2 білий король | b7 чорний пішак · c6 чорний пішак · g6 білий слон · a5 чорний пішак · c5 чорний слон · e5 чорний король · g5 чорний пішак · c4 білий пішак · f4 чорний пішак · h4 чорний пішак · b3 білий пішак · f3 білий пішак · a2 білий пішак · f2 білий пішак · g2 білий король | 6 |
| 5 | b7 чорний пішак · c6 чорний пішак · g6 білий слон · a5 чорний пішак · c5 чорний слон · e5 чорний король · g5 чорний пішак · c4 білий пішак · f4 чорний пішак · h4 чорний пішак · b3 білий пішак · f3 білий пішак · a2 білий пішак · f2 білий пішак · g2 білий король | b7 чорний пішак · c6 чорний пішак · g6 білий слон · a5 чорний пішак · c5 чорний слон · e5 чорний король · g5 чорний пішак · c4 білий пішак · f4 чорний пішак · h4 чорний пішак · b3 білий пішак · f3 білий пішак · a2 білий пішак · f2 білий пішак · g2 білий король | b7 чорний пішак · c6 чорний пішак · g6 білий слон · a5 чорний пішак · c5 чорний слон · e5 чорний король · g5 чорний пішак · c4 білий пішак · f4 чорний пішак · h4 чорний пішак · b3 білий пішак · f3 білий пішак · a2 білий пішак · f2 білий пішак · g2 білий король | b7 чорний пішак · c6 чорний пішак · g6 білий слон · a5 чорний пішак · c5 чорний слон · e5 чорний король · g5 чорний пішак · c4 білий пішак · f4 чорний пішак · h4 чорний пішак · b3 білий пішак · f3 білий пішак · a2 білий пішак · f2 білий пішак · g2 білий король | b7 чорний пішак · c6 чорний пішак · g6 білий слон · a5 чорний пішак · c5 чорний слон · e5 чорний король · g5 чорний пішак · c4 білий пішак · f4 чорний пішак · h4 чорний пішак · b3 білий пішак · f3 білий пішак · a2 білий пішак · f2 білий пішак · g2 білий король | b7 чорний пішак · c6 чорний пішак · g6 білий слон · a5 чорний пішак · c5 чорний слон · e5 чорний король · g5 чорний пішак · c4 білий пішак · f4 чорний пішак · h4 чорний пішак · b3 білий пішак · f3 білий пішак · a2 білий пішак · f2 білий пішак · g2 білий король | b7 чорний пішак · c6 чорний пішак · g6 білий слон · a5 чорний пішак · c5 чорний слон · e5 чорний король · g5 чорний пішак · c4 білий пішак · f4 чорний пішак · h4 чорний пішак · b3 білий пішак · f3 білий пішак · a2 білий пішак · f2 білий пішак · g2 білий король | b7 чорний пішак · c6 чорний пішак · g6 білий слон · a5 чорний пішак · c5 чорний слон · e5 чорний король · g5 чорний пішак · c4 білий пішак · f4 чорний пішак · h4 чорний пішак · b3 білий пішак · f3 білий пішак · a2 білий пішак · f2 білий пішак · g2 білий король | 5 |
| 4 | b7 чорний пішак · c6 чорний пішак · g6 білий слон · a5 чорний пішак · c5 чорний слон · e5 чорний король · g5 чорний пішак · c4 білий пішак · f4 чорний пішак · h4 чорний пішак · b3 білий пішак · f3 білий пішак · a2 білий пішак · f2 білий пішак · g2 білий король | b7 чорний пішак · c6 чорний пішак · g6 білий слон · a5 чорний пішак · c5 чорний слон · e5 чорний король · g5 чорний пішак · c4 білий пішак · f4 чорний пішак · h4 чорний пішак · b3 білий пішак · f3 білий пішак · a2 білий пішак · f2 білий пішак · g2 білий король | b7 чорний пішак · c6 чорний пішак · g6 білий слон · a5 чорний пішак · c5 чорний слон · e5 чорний король · g5 чорний пішак · c4 білий пішак · f4 чорний пішак · h4 чорний пішак · b3 білий пішак · f3 білий пішак · a2 білий пішак · f2 білий пішак · g2 білий король | b7 чорний пішак · c6 чорний пішак · g6 білий слон · a5 чорний пішак · c5 чорний слон · e5 чорний король · g5 чорний пішак · c4 білий пішак · f4 чорний пішак · h4 чорний пішак · b3 білий пішак · f3 білий пішак · a2 білий пішак · f2 білий пішак · g2 білий король | b7 чорний пішак · c6 чорний пішак · g6 білий слон · a5 чорний пішак · c5 чорний слон · e5 чорний король · g5 чорний пішак · c4 білий пішак · f4 чорний пішак · h4 чорний пішак · b3 білий пішак · f3 білий пішак · a2 білий пішак · f2 білий пішак · g2 білий король | b7 чорний пішак · c6 чорний пішак · g6 білий слон · a5 чорний пішак · c5 чорний слон · e5 чорний король · g5 чорний пішак · c4 білий пішак · f4 чорний пішак · h4 чорний пішак · b3 білий пішак · f3 білий пішак · a2 білий пішак · f2 білий пішак · g2 білий король | b7 чорний пішак · c6 чорний пішак · g6 білий слон · a5 чорний пішак · c5 чорний слон · e5 чорний король · g5 чорний пішак · c4 білий пішак · f4 чорний пішак · h4 чорний пішак · b3 білий пішак · f3 білий пішак · a2 білий пішак · f2 білий пішак · g2 білий король | b7 чорний пішак · c6 чорний пішак · g6 білий слон · a5 чорний пішак · c5 чорний слон · e5 чорний король · g5 чорний пішак · c4 білий пішак · f4 чорний пішак · h4 чорний пішак · b3 білий пішак · f3 білий пішак · a2 білий пішак · f2 білий пішак · g2 білий король | 4 |
| 3 | b7 чорний пішак · c6 чорний пішак · g6 білий слон · a5 чорний пішак · c5 чорний слон · e5 чорний король · g5 чорний пішак · c4 білий пішак · f4 чорний пішак · h4 чорний пішак · b3 білий пішак · f3 білий пішак · a2 білий пішак · f2 білий пішак · g2 білий король | b7 чорний пішак · c6 чорний пішак · g6 білий слон · a5 чорний пішак · c5 чорний слон · e5 чорний король · g5 чорний пішак · c4 білий пішак · f4 чорний пішак · h4 чорний пішак · b3 білий пішак · f3 білий пішак · a2 білий пішак · f2 білий пішак · g2 білий король | b7 чорний пішак · c6 чорний пішак · g6 білий слон · a5 чорний пішак · c5 чорний слон · e5 чорний король · g5 чорний пішак · c4 білий пішак · f4 чорний пішак · h4 чорний пішак · b3 білий пішак · f3 білий пішак · a2 білий пішак · f2 білий пішак · g2 білий король | b7 чорний пішак · c6 чорний пішак · g6 білий слон · a5 чорний пішак · c5 чорний слон · e5 чорний король · g5 чорний пішак · c4 білий пішак · f4 чорний пішак · h4 чорний пішак · b3 білий пішак · f3 білий пішак · a2 білий пішак · f2 білий пішак · g2 білий король | b7 чорний пішак · c6 чорний пішак · g6 білий слон · a5 чорний пішак · c5 чорний слон · e5 чорний король · g5 чорний пішак · c4 білий пішак · f4 чорний пішак · h4 чорний пішак · b3 білий пішак · f3 білий пішак · a2 білий пішак · f2 білий пішак · g2 білий король | b7 чорний пішак · c6 чорний пішак · g6 білий слон · a5 чорний пішак · c5 чорний слон · e5 чорний король · g5 чорний пішак · c4 білий пішак · f4 чорний пішак · h4 чорний пішак · b3 білий пішак · f3 білий пішак · a2 білий пішак · f2 білий пішак · g2 білий король | b7 чорний пішак · c6 чорний пішак · g6 білий слон · a5 чорний пішак · c5 чорний слон · e5 чорний король · g5 чорний пішак · c4 білий пішак · f4 чорний пішак · h4 чорний пішак · b3 білий пішак · f3 білий пішак · a2 білий пішак · f2 білий пішак · g2 білий король | b7 чорний пішак · c6 чорний пішак · g6 білий слон · a5 чорний пішак · c5 чорний слон · e5 чорний король · g5 чорний пішак · c4 білий пішак · f4 чорний пішак · h4 чорний пішак · b3 білий пішак · f3 білий пішак · a2 білий пішак · f2 білий пішак · g2 білий король | 3 |
| 2 | b7 чорний пішак · c6 чорний пішак · g6 білий слон · a5 чорний пішак · c5 чорний слон · e5 чорний король · g5 чорний пішак · c4 білий пішак · f4 чорний пішак · h4 чорний пішак · b3 білий пішак · f3 білий пішак · a2 білий пішак · f2 білий пішак · g2 білий король | b7 чорний пішак · c6 чорний пішак · g6 білий слон · a5 чорний пішак · c5 чорний слон · e5 чорний король · g5 чорний пішак · c4 білий пішак · f4 чорний пішак · h4 чорний пішак · b3 білий пішак · f3 білий пішак · a2 білий пішак · f2 білий пішак · g2 білий король | b7 чорний пішак · c6 чорний пішак · g6 білий слон · a5 чорний пішак · c5 чорний слон · e5 чорний король · g5 чорний пішак · c4 білий пішак · f4 чорний пішак · h4 чорний пішак · b3 білий пішак · f3 білий пішак · a2 білий пішак · f2 білий пішак · g2 білий король | b7 чорний пішак · c6 чорний пішак · g6 білий слон · a5 чорний пішак · c5 чорний слон · e5 чорний король · g5 чорний пішак · c4 білий пішак · f4 чорний пішак · h4 чорний пішак · b3 білий пішак · f3 білий пішак · a2 білий пішак · f2 білий пішак · g2 білий король | b7 чорний пішак · c6 чорний пішак · g6 білий слон · a5 чорний пішак · c5 чорний слон · e5 чорний король · g5 чорний пішак · c4 білий пішак · f4 чорний пішак · h4 чорний пішак · b3 білий пішак · f3 білий пішак · a2 білий пішак · f2 білий пішак · g2 білий король | b7 чорний пішак · c6 чорний пішак · g6 білий слон · a5 чорний пішак · c5 чорний слон · e5 чорний король · g5 чорний пішак · c4 білий пішак · f4 чорний пішак · h4 чорний пішак · b3 білий пішак · f3 білий пішак · a2 білий пішак · f2 білий пішак · g2 білий король | b7 чорний пішак · c6 чорний пішак · g6 білий слон · a5 чорний пішак · c5 чорний слон · e5 чорний король · g5 чорний пішак · c4 білий пішак · f4 чорний пішак · h4 чорний пішак · b3 білий пішак · f3 білий пішак · a2 білий пішак · f2 білий пішак · g2 білий король | b7 чорний пішак · c6 чорний пішак · g6 білий слон · a5 чорний пішак · c5 чорний слон · e5 чорний король · g5 чорний пішак · c4 білий пішак · f4 чорний пішак · h4 чорний пішак · b3 білий пішак · f3 білий пішак · a2 білий пішак · f2 білий пішак · g2 білий король | 2 |
| 1 | b7 чорний пішак · c6 чорний пішак · g6 білий слон · a5 чорний пішак · c5 чорний слон · e5 чорний король · g5 чорний пішак · c4 білий пішак · f4 чорний пішак · h4 чорний пішак · b3 білий пішак · f3 білий пішак · a2 білий пішак · f2 білий пішак · g2 білий король | b7 чорний пішак · c6 чорний пішак · g6 білий слон · a5 чорний пішак · c5 чорний слон · e5 чорний король · g5 чорний пішак · c4 білий пішак · f4 чорний пішак · h4 чорний пішак · b3 білий пішак · f3 білий пішак · a2 білий пішак · f2 білий пішак · g2 білий король | b7 чорний пішак · c6 чорний пішак · g6 білий слон · a5 чорний пішак · c5 чорний слон · e5 чорний король · g5 чорний пішак · c4 білий пішак · f4 чорний пішак · h4 чорний пішак · b3 білий пішак · f3 білий пішак · a2 білий пішак · f2 білий пішак · g2 білий король | b7 чорний пішак · c6 чорний пішак · g6 білий слон · a5 чорний пішак · c5 чорний слон · e5 чорний король · g5 чорний пішак · c4 білий пішак · f4 чорний пішак · h4 чорний пішак · b3 білий пішак · f3 білий пішак · a2 білий пішак · f2 білий пішак · g2 білий король | b7 чорний пішак · c6 чорний пішак · g6 білий слон · a5 чорний пішак · c5 чорний слон · e5 чорний король · g5 чорний пішак · c4 білий пішак · f4 чорний пішак · h4 чорний пішак · b3 білий пішак · f3 білий пішак · a2 білий пішак · f2 білий пішак · g2 білий король | b7 чорний пішак · c6 чорний пішак · g6 білий слон · a5 чорний пішак · c5 чорний слон · e5 чорний король · g5 чорний пішак · c4 білий пішак · f4 чорний пішак · h4 чорний пішак · b3 білий пішак · f3 білий пішак · a2 білий пішак · f2 білий пішак · g2 білий король | b7 чорний пішак · c6 чорний пішак · g6 білий слон · a5 чорний пішак · c5 чорний слон · e5 чорний король · g5 чорний пішак · c4 білий пішак · f4 чорний пішак · h4 чорний пішак · b3 білий пішак · f3 білий пішак · a2 білий пішак · f2 білий пішак · g2 білий король | b7 чорний пішак · c6 чорний пішак · g6 білий слон · a5 чорний пішак · c5 чорний слон · e5 чорний король · g5 чорний пішак · c4 білий пішак · f4 чорний пішак · h4 чорний пішак · b3 білий пішак · f3 білий пішак · a2 білий пішак · f2 білий пішак · g2 білий король | 1 |
|   | a | b | c | d | e | f | g | h |   |

1. ...   Kpd4
2. Cf5  Kpc3 
3. Cc8  Kpb2
4. C:b7  Kp:a2
5. C:c6  Kpb3  і пішак вирішує партію